# Elecciones presidenciales de Senegal de 2000
Las elecciones presidenciales de Senegal de 2000 se realizaron el 21 de febrero del mismo año, la primera ronda electoral que no arrojó ganador inmediato al no obtener ningún candidato una mayoría absoluta, es decir, más del 50% de los votos. A raíz de ello, se celebró una segunda vuelta o balotaje, entre las dos mayorías relativas, el 19 de marzo del mismo año.

## Antecedentes

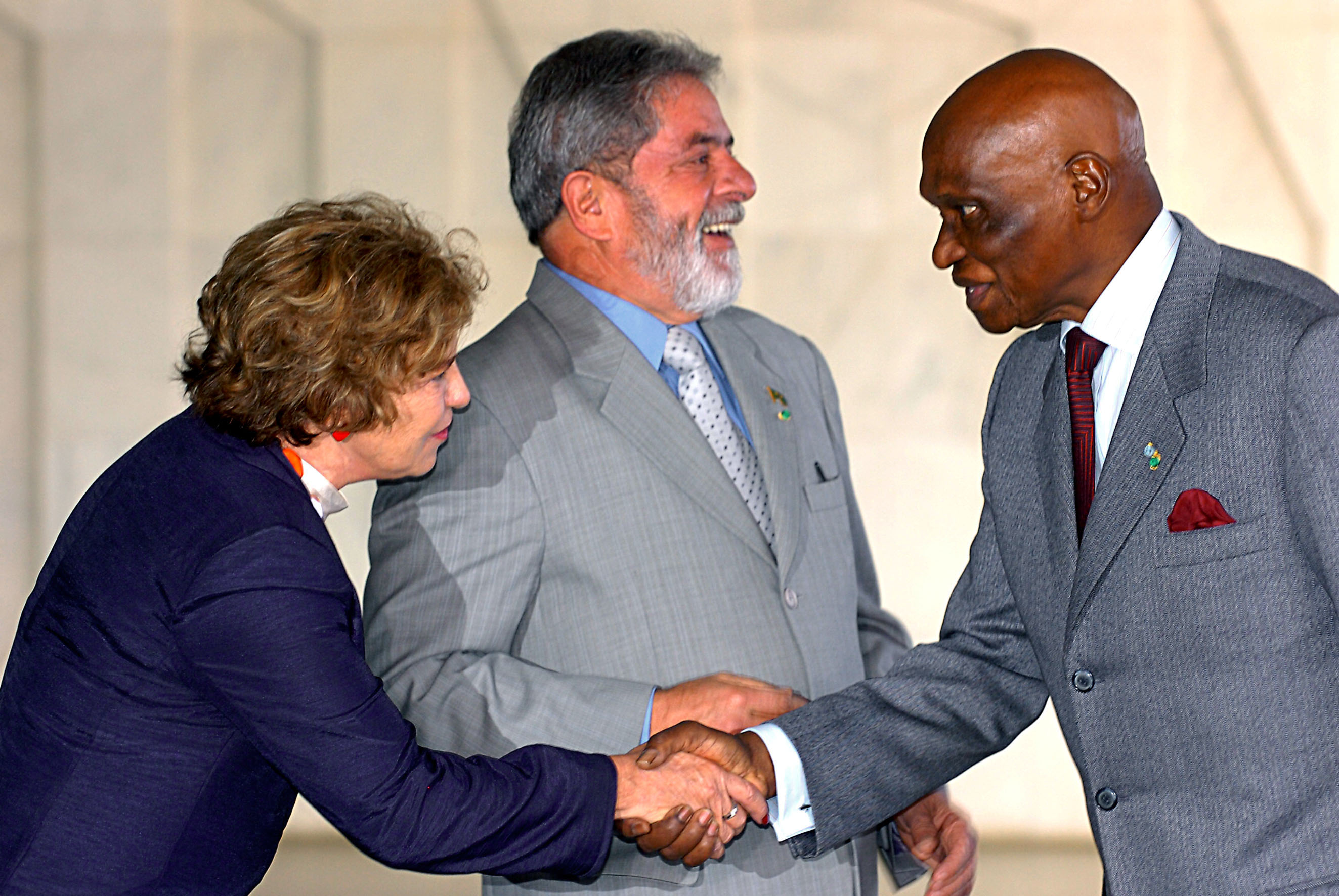
Presidente Abdoulaye Wade, junto a Lula da Silva y Maria Leticia, primera dama brasileña, en visita oficial a Brasil.

Senegal es una república presidencial. El presidente es elegido cada cinco años desde una reforma constitucional en 2001, previamente siendo elegido cada siete, por voto adulto. 
Tiene más de 80 partidos políticos. El Parlamento unicameral está formado por la Asamblea Nacional, que cuenta con 120 asientos. En 2007 una reforma constitucional reinstauró un Senado. En Senegal existe también un sistema judicial independiente. Las altas instancias de justicia nacionales son el Consejo Constitucional y la Corte de Justicia, siendo sus miembros nombrados por el Presidente.
Funciona democráticamente, siendo reconocido como uno de los países con una cultura democrática más exitosa y arraigada de África. Los administradores locales son nombrados por, y responsables ante, el presidente. Los morabitos, líderes religiosos de las diferentes cofradías musulmanas de Senegal, también tienen una cierta influencia política en el país, especialmente durante la presidencia de Wade. 

## Proceso electoral
El partido gobernante desde la independencia de Senegal, el Partido Socialista, auspició la candidatura de su presidente en ejercicio Abdou Diouf, quien debió enfrentarse al líder de la oposición Abdoulaye Wade, dirigente del Partido Democrático Senegalés. El oficialista no logró contrarrestar la campaña en su contra y en el balotaje mantuvo su votación mientras su contendor sumó los votos de los demás candidatos a su opción y fue elegido Presidente.
Estos comicios se llevaron a cabo bajo la supervisión del Observatorio Nacional de Elecciones, órgano regulador de los medios de comunicación, además de observadores internacionales, donde se contaron varios franceses. Se llevó a cabo una cooperación entre observadores, medios públicos, privados, nacionales y extranjeros para una mejor cobertura del proceso y darle a Senegal una democracia transparente y justa. Las excelentes críticas de los medios de comunicación impresos y electrónicos, no sólo nacional sino extranjeros, acerca de la "victoria de la democracia" en Senegal, confirman la singularidad del evento.

## Resultados
|  | 98,6 % |

|  | 99,4 % |

|  | 1,4 % |

|  | 0,6 % |

|  | 100,0 % |

|  | 100,0 % |

|  | 62,2 % |

|  | 60,8 % |

|  | 41,30 % |

|  | 41,51 % |

|  | 31,01 % |

|  | 58,49 % |

|  | 16,77 % |

|  | 7,08 % |

|  | 1,21 % |

|  | 1,11 % |

|  | 0,97 % |

|  | 0,56 % |